# Stephan Geiger
Stephan Geiger (* 28. Januar 1968 in Stuttgart-Bad Cannstatt) ist ein deutscher Kunsthistoriker, Kurator, Galerist und Autor.

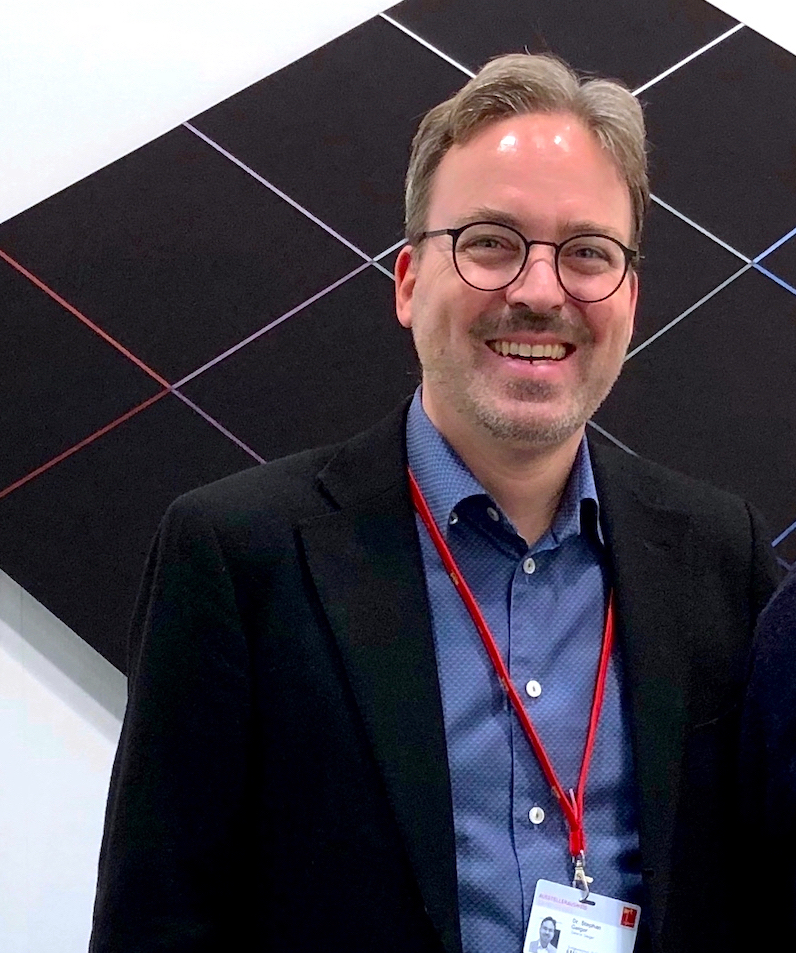
Stephan Geiger (2020)

## Leben
Stephan Geiger wurde 1968 in Stuttgart-Bad Cannstatt geboren. Er wuchs in einem von Kunst und Künstlern geprägten Umfeld auf. Sein Vater ist der Siebdrucker und Galerist Roland Geiger, der seit den 1960er Jahren mit Künstlern der Stuttgarter Hölzel-Schule (wie Max Ackermann und Richard Neuz) sowie der gruppe 11 (Atila, Günther C. Kirchberger, Georg Karl Pfahler) in engem Kontakt stand.
Nach dem Abitur 1987 begleitete Stephan Geiger das Philosophenpaar Max Bense und Elisabeth Walther-Bense auf einer mehrmonatigen Studienreise durch die USA. Den anschließenden Wehrdienst leistete er von Oktober 1987 bis Dezember 1988 in einem Sondermunitionslager der NATO ab. Seine Erlebnisse in dieser Endphase des Kalten Krieges sowie der unmittelbar daran anschließenden Wendezeit in Bonn hielt er in dem 2019 im Kid Verlag erschienenen Buch Bunker und Beethoven fest.
1989 begann Geiger ein Studium an der Rheinischen Friedrich-Wilhelms-Universität Bonn mit den Fächern Kunstgeschichte, Philosophie und Klassischen Archäologie. Zu seinen dortigen Kommilitonen zählten Leander Scholz und Florian Illies. 1995 schloss er sein Studium mit einer Arbeit über den Kunsttheoretiker Konrad Fiedler bei Andreas Tönnesmann als Magister Artium ab. Seit 1996 arbeitet er als Galerist, Kurator und Autor mit dem Themenschwerpunkt Kunst der sechziger Jahre. Nach Forschungsaufenthalten in New York folgte 2006 eine Dissertation zum Thema The Art of Assemblage. The Museum of Modern Art, 1961. Die neue Realität der Kunst in den frühen sechziger Jahren.

## Wirken
Seit 1995 war Geiger an zahlreichen Ausstellungsprojekten und Publikationen beteiligt (unter anderem zu Hans Jörg Glattfelder, Heinz Mack, Christian Megert, Daniel Spoerri, Anton Stankowski, Herman de Vries und die internationale ZERO-Bewegung). Als Autor wurde er einem größeren Publikum vor allem durch die 2002 erschienene Wissenschaftssatire Sokrates flankt! Eine kleine Philosophiegeschichte des Fußballs bekannt, in der die europäische Philosophiegeschichte anhand von Fußball-Vergleichen nacherzählt wird.
Zusammen mit seinem Vater leitet Stephan Geiger heute die gleichnamige Galerie in Konstanz, die ZERO-Künstler wie Heinz Mack, Christian Megert, Daniel Spoerri und Herman de Vries sowie Positionen der Konkreten Kunst vertritt. Er ist Mitglied im Vorstand des Verbandes der Galerien in Baden-Württemberg und hat seit 2012 einen Lehrauftrag an der Universität Konstanz zum Themenbereich Mechanismen des Kunstmarktes. Seit 2017 ist Geiger zudem als kunsthistorischer Berater des Archivs G. C. Kirchberger auf Schloss Filseck (bei Göppingen) tätig und für die Schriftenreihe des Archivs verantwortlich. Er lebt und arbeitet in Konstanz am Bodensee.

## Werke
als Autor
- Bunker und Beethoven. Mein friedvolles Jahr. Kid Verlag, Bonn 2019, ISBN 978-3-947759-11-8.
- Günther C. Kirchberger und die gruppe 11 – der Aufbruch ins Internationale (Schriftenreihe des Archivs G. C. Kirchberger Heft 2), Göppingen 2019, ISBN 978-3-9819931-1-0.
- Günther C. Kirchberger. Eine Schlüsselfigur der Stuttgarter Avantgarde (Schriftenreihe des Archivs G. C. Kirchberger Heft 1), Göppingen 2018, ISBN 978-3-9819931-0-3.
- The Art of Assemblage. The Museum of Modern Art, 1961. Die neue Realität der Kunst in den frühen sechziger Jahren. Verlag Silke Schreiber, München 2008, ISBN 978-3-88960-098-1.
- Sokrates flankt! Eine kleine Philosophiegeschichte des Fußballs. Parerga Verlag, Düsseldorf 2002, ISBN 978-3-930450-71-8.
- Richard Neuz (1894–1976). Werkverzeichnis der Siebdrucke und Druckentwürfe von 1966 bis 1975 in beschreibender Form. Kornwestheim 1997, ISBN 978-3-9804895-2-2.

als Mitautor (Auswahl)
- herman de vries - how green is the grass? Ausstellungskatalog Georg Kolbe Museum, Berlin 2020.
- Hans Jörg Glattfelder. Vom Besonderen zum Allgemeinen. Ausst.-Kat. Museum Ritter, Verlag Das Wunderhorn, Heidelberg 2019, ISBN 978-3-88423-621-5.
- Heinz Mack. Collagen. Ausst.-Kat. Galerie Geiger, Konstanz 2019, ISBN 978-3-946060-06-2.
- Taten des Lichts – Mack & Goethe. Ausst.-Kat. Goethe-Museum Düsseldorf. Hatje Cantz Verlag, Berlin 2018, ISBN 978-3-7757-4407-2.
- Daniel Spoerri. every, day, life. Ausst.-Kat. Galerie Geiger, Konstanz 2018, ISBN 978-3-946060-05-5.
- herman de vries. erde, asche, blut. Ausst.-Kat. Galerie Geiger, Konstanz 2018, ISBN 978-3-946060-04-8.
- Heinz Mack. Light and Matter. Ausst.-Kat. Galerie Geiger, Konstanz 2017, ISBN 978-3-946060-03-1.
- Hans Jörg Glattfelder. Through Time and Space – Highlights aus 50 Jahren. Ausst.-Kat. Galerie Geiger, Konstanz 2016, ISBN 978-3-946060-01-7.
- The Artist as Curator. Collaborative Initiatives in The International ZERO Movement 1957-1967. ZERO Foundation, Ghent 2015, ISBN 978-94-9177-568-0.
- Reiner Seliger. Beyond. Sytagma Verlag, Freiburg 2015, ISBN 978-3-940548-39-9.
- herman de vries. zero is the gate. Ausst.-Kat. Galerie Geiger, Konstanz 2014, ISBN 978-3-9809227-8-4.
- Günther C. Kirchberger. Im Focus. Ausst.-Kat. Museum im Kleihues-Bau Kornwestheim, Brandes Verlag, Altenriet 2013, ISBN 978-3-9816175-2-8.
- Hans Jörg Glattfelder. Was der Fall ist Ausst.-Kat. Museum Haus Konstruktiv, Zürich 2013, ISBN 978-3-86832-181-4
- Christian Megert – because it is real. Ausst.-Kat. Galerie Geiger, Konstanz 2012, ISBN 978-3-9809227-6-0.
- Heinz Mack. Die Sprache meiner Hand. Ausst.-Kat. Museum Kunstpalast Düsseldorf, Hatje Cantz Verlag, Ostfildern 2011, ISBN 978-3-7757-2978-9.
- Heinz Mack. One Time Several Times. Ausst.-Kat. Galerie Geiger, Konstanz 2011, ISBN 978-3-9809227-5-3.
- Quadrate. Konstruktive Tendenzen aus Deutschlands Südwesten. Ausst.-Kat. Kunstmuseum Gelsenkirchen, 2005.
- Max Ackermann. Die Suche nach dem Ganzen. Ausst.-Kat. Zeppelin Museum Friedrichshafen, Kunstverlag Josef Fink, Lindenberg 2004, ISBN 978-3-89870-192-1.
- Günther C. Kirchberger. freie geste – strenge form. Ausst.-Kat. Kunstmuseum Singen, Singen 2008, ISBN 978-3-931629-03-8.
- Anton Stankowski. Ölbilder, Acrylbilder und Fotografien. Ausst.-Kat. Galerie Geiger, Konstanz 2003, ISBN 3-9809227-0-7.
- Karl Gerstner. Synchromien. Ausst.-Kat. Galerie Geiger, Konstanz 2002, ISBN 3-9804895-5-8.
- Daniel Spoerri. La Médecine opératoire dessinée d’après nature par N.H. Jacob (1839). Ausst.-Kat. Galerie Geiger, Konstanz 2002, ISBN 3-9804895-4-X.
- Auge und Hand. Konrad Fiedlers Kunsttheorie im Kontext. Wilhelm Fink Verlag, München 1997, ISBN 3-7705-3187-6.